# World Rugby Sevens Series femminili 2022-2023
Le World Rugby Sevens Series femminili 2022-2023 furono la decima edizione del torneo internazionale di rugby a 7 organizzato da World Rugby. La serie iniziò il 2 dicembre 2022 e terminò il 14 maggio 2023. Per la terza volta, il torneo era valido anche come qualificazione olimpica: le prime 4 classificate, con l'esclusione della Francia come paese organizzatore, si qualificarono automaticamente per i Giochi di Parigi 2024.
La Nuova Zelanda vinse la serie per la settima volta, aggiudicandosi sei delle sette tappe in programma.

## Formato
La competizione era una serie di tornei dove le squadre partecipanti ottenevano un punteggio secondo i piazzamenti nei singoli tornei al fine di determinare la classifica finale che avrebbe deciso il vincitore.
In ogni torneo partecipavano 12 squadre: agli 11 core teams, ovvero le squadre che avevano acquisito il diritto a partecipare a tutti i tornei della serie, se ne aggiunse una a invito rappresentante il continente dove si svolgeva il torneo.

Nella prima fase le squadre erano divise in gironi da quattro formazioni, che disputavano un girone all'italiana. Erano attribuiti 3 punti per la vittoria, 2 per il pareggio, uno per la sconfitta, 0 se si fosse dato forfait. A parità di punti erano considerati:
1. Confronto diretto.
2. Differenza punti.
3. Differenza mete.
4. Punti segnati.
5. Sorteggio.

Nella seconda fase a eliminazione diretta, le prime due di ogni girone e le due migliori terze competevano per la Cup e per l'assegnazione delle medaglie. Le restanti squadre accedevano invece a un secondo tabellone per determinare la loro posizione finale.
Punteggi
| Torneo          | Vincitore | Finalista | Terza         | Quarta        |
| Torneo          | Vincitore | Finalista | Semifinaliste | Semifinaliste |
| --------------- | --------- | --------- | ------------- | ------------- |
| Cup 1º-4º posto | 20        | 18        | 16            | 14            |
| 5º-6º posto     | 12        | 10        |               |               |
| 7º-8º posto     | 8         | 6         |               |               |
| 9º-10º posto    | 4         | 3         |               |               |
| 11º-12º posto   | 2         | 1         |               |               |

Se due squadre fossero state a pari punti a fine stagione si sarebbero usati i seguenti metodi per stabilire la classifica:
1. Differenza punti in stagione
2. Totale mete in stagione
3. Se i criteri sopra indicati non fossero stati sufficienti le squadre sarebbero state pari

## Squadre partecipanti
Il Giappone aveva ottenuto la promozione a core team dopo aver vinto la World Rugby Sevens Challenger Series. L'Inghilterra è stata sostituita dalla Gran Bretagna.

Gli 11 core teams per la stagione 2022-23 sono:
| Australia | Francia       | Nuova Zelanda |
| Brasile   | Giappone      | Spagna        |
| Canada    | Gran Bretagna | Stati Uniti   |
| Figi      | Irlanda       |               |

## Calendario
| Torneo              | Stadio                  | Località       | Date                   | Vincitrice    |
| ------------------- | ----------------------- | -------------- | ---------------------- | ------------- |
| Dubai Sevens        | The Sevens              | Dubai          | 2-3 dicembre 2022      | Australia     |
| South Africa Sevens | Cape Town Stadium       | Città del Capo | 9-11 dicembre 2022     | Nuova Zelanda |
| New Zealand Sevens  | Waikato Stadium         | Hamilton       | 21-22 gennaio 2023     | Nuova Zelanda |
| Australia Sevens    | Sydney Football Stadium | Sydney         | 27-29 gennaio 2023     | Nuova Zelanda |
| Canada Sevens       | BC Place                | Vancouver      | 3-5 marzo 2023         | Nuova Zelanda |
| Hong Kong Sevens    | Hong Kong Stadium       | Hong Kong      | 31 marzo-2 aprile 2023 | Nuova Zelanda |
| France Sevens       | Stadio Ernest Wallon    | Tolosa         | 12-14 maggio 2023      |               |

## Classifica generale
| Pos. | Squadra            | DUB | RSA | NZL | AUS | CAN | HKG | FRA | Totale |
| ---- | ------------------ | --- | --- | --- | --- | --- | --- | --- | ------ |
| 1    | Nuova Zelanda      | 18  | 20  | 20  | 20  | 20  | 20  | 20  | 138    |
| 2    | Australia          | 20  | 18  | 16  | 12  | 18  | 18  | 16  | 118    |
| 3    | Stati Uniti        | 16  | 16  | 18  | 16  | 16  | 8   | 18  | 108    |
| 4    | Francia            | 14  | 12  | 8   | 18  | 14  | 12  | 14  | 92     |
| 5    | Irlanda            | 10  | 14  | 14  | 14  | 6   | 6   | 10  | 74     |
| 6    | Figi               | 12  | 8   | 6   | 10  | 12  | 14  | 6   | 68     |
| 7    | Gran Bretagna      | 6   | 10  | 12  | 8   | 8   | 16  | 8   | 68     |
| 8    | Giappone           | 3   | 2   | 10  | 6   | 4   | 3   | 12  | 40     |
| 9    | Canada             | 4   | 6   | 2   | 4   | 10  | 10  | 3   | 39     |
| 10   | Spagna             | 8   | 3   | 4   | 2   | 3   | 4   | 4   | 28     |
| 11   | Brasile            | 1   | 4   | 3   | 3   | 2   | 2   | 1   | 16     |
| 12   | Cina               | 2   | —   | —   | —   | —   | —   | —   | 2      |
| 13   | Papua Nuova Guinea | —   | —   | 1   | 1   | —   | —   | —   | 2      |
| 14   | Polonia            | —   | —   | —   | —   | —   | —   | 2   | 2      |
| 15   | Sudafrica          | —   | 1   | —   | —   | —   | —   | —   | 1      |
| 16   | Colombia           | —   | —   | —   | —   | 1   | —   | —   | 1      |
| 17   | Hong Kong          | —   | —   | —   | —   | —   | 1   | —   | 1      |

Fonte: World Rugby
| Legenda                                                             | Legenda                              |
| ------------------------------------------------------------------- | ------------------------------------ |
|                                                                     | Core team confermati per il 2023–24. |
|                                                                     | Squadra invitata                     |
| Qualificata al torneo olimpico di Parigi 2024.[1]                   |                                      |
| Ammessa al torneo olimpico di Parigi 2024 come paese organizzatore. |                                      |

## Risultati dei tornei

### Dubai Women's Sevens
| Trofeo   | Vincitrice | Risultato | Finalista     | Semifinaliste                |
| -------- | ---------- | --------- | ------------- | ---------------------------- |
| Cup      | Australia  | 26–19     | Nuova Zelanda | Stati Uniti (Bronzo) Francia |
| 5º posto | Figi       | 28–12     | Irlanda       | Spagna Gran Bretagna         |
| 9º posto | Canada     | 15–10     | Giappone      | Cina Brasile                 |

### South Africa Women's Sevens
| Trofeo   | Vincitrice    | Risultato | Finalista     | Semifinaliste                |
| -------- | ------------- | --------- | ------------- | ---------------------------- |
| Cup      | Nuova Zelanda | 31–14     | Australia     | Stati Uniti (Bronzo) Irlanda |
| 5º posto | Francia       | 36–28     | Gran Bretagna | Figi Canada                  |
| 9º posto | Brasile       | 17–5      | Spagna        | Giappone Sudafrica           |

### New Zealand Women's Sevens
| Trofeo   | Vincitrice    | Risultato | Finalista   | Semifinaliste              |
| -------- | ------------- | --------- | ----------- | -------------------------- |
| Cup      | Nuova Zelanda | 33–7      | Stati Uniti | Australia (Bronzo) Irlanda |
| 5º posto | Gran Bretagna | 14–10     | Giappone    | Francia Figi               |
| 9º posto | Spagna        | 17–12     | Brasile     | Canada Papua Nuova Guinea  |

### Australia Women's Sevens
| Trofeo   | Vincitrice    | Risultato | Finalista | Semifinaliste                |
| -------- | ------------- | --------- | --------- | ---------------------------- |
| Cup      | Nuova Zelanda | 35–0      | Francia   | Stati Uniti (Bronzo) Irlanda |
| 5º posto | Australia     | 36–12     | Figi      | Gran Bretagna Giappone       |
| 9º posto | Canada        | 24–21     | Brasile   | Spagna Papua Nuova Guinea    |

### Canada Women's Sevens
| Trofeo   | Vincitrice    | Risultato | Finalista | Semifinaliste                |
| -------- | ------------- | --------- | --------- | ---------------------------- |
| Cup      | Nuova Zelanda | 19–12     | Australia | Stati Uniti (Bronzo) Francia |
| 5º posto | Figi          | 22–17     | Canada    | Gran Bretagna Irlanda        |
| 9º posto | Giappone      | 17–10     | Spagna    | Brasile Colombia             |

### Hong Kong Women's Sevens
| Trofeo   | Vincitrice    | Risultato | Finalista | Semifinaliste               |
| -------- | ------------- | --------- | --------- | --------------------------- |
| Cup      | Nuova Zelanda | 26–17     | Australia | Gran Bretagna (Bronzo) Figi |
| 5º posto | Francia       | 22–12     | Canada    | Stati Uniti Irlanda         |
| 9º posto | Spagna        | 26–17     | Giappone  | Brasile Hong Kong           |

### France Women's Sevens
| Trofeo   | Vincitrice    | Risultato | Finalista   | Semifinaliste              |
| -------- | ------------- | --------- | ----------- | -------------------------- |
| Cup      | Nuova Zelanda | 19–14     | Stati Uniti | Australia (Bronzo) Francia |
| 5º posto | Giappone      | 14–0      | Irlanda     | Gran Bretagna Figi         |
| 9º posto | Spagna        | 15–14     | Canada      | Polonia Brasile            |